# Az Újpest FC 2006–2007-es szezonja
Az Újpest FC 2006–2007-es szezonja szócikk az Újpest FC első számú férfi labdarúgócsapatának egy szezonjáról szól, mely sorozatban a 95., összességében pedig a 101. idénye a csapatnak a magyar első osztályban. A klub fennállásának ekkor volt a 121. évfordulója.

## Mérkőzések
| Színmagyarázat | Színmagyarázat |
| -------------- | -------------- |
|                | Győzelem.      |
|                | Döntetlen.     |
|                | Vereség.       |

### UEFA-kupa
1. selejtezőkör
| 2006. július 13. 19:00 |

| Újpest          | 0 – 4   | FC Vaduz                                          |
| --------------- | ------- | ------------------------------------------------- |
| Vanczák Vituska | (0 – 2) | Faye 14' 63' Akdemir 31' Sara 90' Hasler Maggetti |

| Puskás Ferenc Stadion, Budapest Nézőszám: 3 763 Játékvezető: Svein Moen (norvég) |

| 2006. július 27. 19:30 |

| FC Vaduz                        | 0 – 1   | Újpest                |
| ------------------------------- | ------- | --------------------- |
| Wüthrich Alastra Sara Wieczorek | (0 – 0) | Tóth 55' Vituska Erős |

| Rheinpark Stadion, Vaduz Nézőszám: 1 150 Játékvezető: Cüneyt Çakır (török) |

### Borsodi Liga 2006–07

#### Őszi fordulók
| 1. forduló 2006. július 30. 17:30 |

| Diósgyőr       | 1 – 0               | Újpest                        |
| -------------- | ------------------- | ----------------------------- |
| Farkas 58' 22' | (0 – 0) Jegyzőkönyv | Tisza 38' Tóth 47' Hullám 47' |

| DVTK-stadion, Miskolc Nézőszám: 8 000 Játékvezető: Kassai Viktor (magyar) |

| 2. forduló 2006. augusztus 6. 17:30 |

| Újpest                                      | 2 – 0               | Győri ETO                                   |
| ------------------------------------------- | ------------------- | ------------------------------------------- |
| Kovács 83' Cariati 90' Vaskó 26' Völgyi 62' | (0 – 0) Jegyzőkönyv | Mátyus 19' Kovács 33' Vincze 51' Bajzát 78' |

| Szusza Ferenc Stadion, Budapest Nézőszám: 3 319 Játékvezető: Szabó Zsolt (magyar) |

| 3. forduló 2006. augusztus 19. 19:00 |

| Budapest Honvéd                                                      | 1 – 1               | Újpest                  |
| -------------------------------------------------------------------- | ------------------- | ----------------------- |
| Dobos 54' (11-esből) Budovinszky 24' Pomper 43' Takács 83' Dancs 89′ | (0 – 1) Jegyzőkönyv | Erős 17' 51' Vermes 53' |

| Béke téri stadion, Budapest Nézőszám: 4 000 Játékvezető: Fábián Mihály (magyar) |

| 4. forduló 2006. augusztus 26. 17:30 |

| Rákospalotai EAC                                | 1 – 2               | Újpest                        |
| ----------------------------------------------- | ------------------- | ----------------------------- |
| Torma 90' Makra 51' Nagy 55′, 90+1′ Pusztai 86' | (0 – 2) Jegyzőkönyv | Tisza 28' Völgyi 32' Erős 87' |

| Budai II László Stadion, Budapest Nézőszám: 4 000 Játékvezető: Arany Tamás (magyar) |

| 5. forduló 2006. szeptember 9. 15:00 |

| Újpest       | 0 – 1               | Zalaegerszegi TE |
| ------------ | ------------------- | ---------------- |
| Mészáros 82' | (0 – 0) Jegyzőkönyv | Sebők J. 61' 38' |

| Budai II László Stadion, Budapest Nézőszám: 4 000 Játékvezető: Vad II. István (magyar) |

| 6. forduló 2006. szeptember 18. 18:00 |

| FC Sopron | 0 – 2               | Újpest                   |
| --------- | ------------------- | ------------------------ |
| Ibrić 79' | (0 – 0) Jegyzőkönyv | Tisza 75' 80' Rajczi 11' |

| Káposztás utcai Stadion, Sopron Nézőszám: 2 200 Játékvezető: Solymosi Péter (magyar) |

| 7. forduló 2006. szeptember 24. 16:00 |

| Újpest                        | 1 – 0               | Pécsi MFC             |
| ----------------------------- | ------------------- | --------------------- |
| Nagy 80' Tisza 31' Hullám 83' | (0 – 0) Jegyzőkönyv | Szekeres 30' Pest 65' |

| Budai II László Stadion, Budapest Nézőszám: 3 500 Játékvezető: Kassai Viktor (magyar) |

| 8. forduló 2006. szeptember 30. 16:00 |

| Paksi FC                            | 1 – 1               | Újpest                         |
| ----------------------------------- | ------------------- | ------------------------------ |
| Varga 86' 88' Tamási 55' Báló 90+3' | (0 – 1) Jegyzőkönyv | Rajczi 28' Erős 14' Hullám 80' |

| Fehérvári úti stadion, Paks Nézőszám: 5 000 Játékvezető: Gergely Sándor (magyar) |

| 9. forduló 2006. október 16. 18:00 |

| Újpest                  | 2 – 0               | Vasas                            |
| ----------------------- | ------------------- | -------------------------------- |
| Rajczi 59' Kovács 90+2' | (0 – 0) Jegyzőkönyv | Tóth 63' Kincses 70' Fehér 90+1' |

| Szusza Ferenc Stadion, Budapest Nézőszám: 3 456 Játékvezető: Mészáros István (magyar) |

| 10. forduló 2006. október 23. 18:00 |

| Kaposvári Rákóczi                   | 1 – 0               | Újpest                         |
| ----------------------------------- | ------------------- | ------------------------------ |
| Szakály 45' Grúz 55' Vasiljević 60' | (1 – 0) Jegyzőkönyv | Sándor 43' Vermes 70' Tóth 81' |

| Rákóczi Stadion, Kaposvár Nézőszám: 3 000 Játékvezető: Andó-Szabó Sándor (magyar) |

| 11. forduló 2006. október 28. 18:00 |

| Újpest                        | 1 – 0               | Dunakanyar-Vác                              |
| ----------------------------- | ------------------- | ------------------------------------------- |
| Kovács 33' Erős 51' Böjte 63' | (1 – 0) Jegyzőkönyv | Gáspár 14' Kovács 20' Kulcsár 73' Gábor 89' |

| Szusza Ferenc Stadion, Budapest Nézőszám: 2 520 Játékvezető: Iványi Zoltán (magyar) |

| 12. forduló 2006. november 6. 18:00 |

| Debreceni VSC | 0 – 2               | Újpest                                              |
| ------------- | ------------------- | --------------------------------------------------- |
| Sándor T. 7'  | (0 – 0) Jegyzőkönyv | Sándor Gy. 46' Rajczi 61' 65' Erős 13' Korcsmár 70' |

| Oláh Gábor utcai stadion, Debrecen Nézőszám: 8 000 Játékvezető: Fábián Mihály (magyar) |

| 13. forduló 2006. november 10. 19:00 |

| Újpest                          | 2 – 0               | FC Tatabánya                               |
| ------------------------------- | ------------------- | ------------------------------------------ |
| Tisza 73' Kőhalmi 90' Vaskó 55' | (0 – 0) Jegyzőkönyv | Nečas 27' Rajnay 41' Gulyás 69' Ndjodo 75′ |

| Szusza Ferenc Stadion, Budapest Nézőszám: 2 372 Játékvezető: Solymosi Péter (magyar) |

| 14. forduló 2006. november 17. 19:00 |

| FC Fehérvár                                                     | 3 – 2               | Újpest                                            |
| --------------------------------------------------------------- | ------------------- | ------------------------------------------------- |
| Kuttor 7' Vieira 21' Dajić 37' Terjék 26' Božić 28′ Sitku 90+2' | (3 – 1) Jegyzőkönyv | Rajczi 14' Tisza 63' Erős 40' Böjte 44' Vaskó 54' |

| Sóstói Stadion, Székesfehérvár Nézőszám: 3 000 Játékvezető: Sápi Csaba (magyar) |

| 15. forduló 2006. november 24. 19:00 |

| Újpest                   | 2 – 3               | MTK Budapest                           |
| ------------------------ | ------------------- | -------------------------------------- |
| Tisza 23' 73' Gulyás 80' | (1 – 2) Jegyzőkönyv | Németh 33' Hrepka 41' 63' 50' Bori 69' |

| Szusza Ferenc Stadion, Budapest Nézőszám: 3 000 Játékvezető: Kassai Viktor (magyar) |

| 16. forduló 2006. december 4. 18:00 |

| Újpest              | 0 – 3               | Diósgyőr                                                         |
| ------------------- | ------------------- | ---------------------------------------------------------------- |
| Erős 41' Völgyi 85' | (0 – 2) Jegyzőkönyv | Kéthévoama 5' Simon 43' Halgas 66' 66' Szögedi 81' Mogyorósi 83' |

| Szusza Ferenc Stadion, Budapest Nézőszám: 2 000 Játékvezető: Bognár Tamás (magyar) |

| 17. forduló 2006. december 10. 13:30 |

| Győri ETO                                    | 0 – 3               | Újpest                                 |
| -------------------------------------------- | ------------------- | -------------------------------------- |
| Kiss 43' Hanák 52' Regedei 54′, 70′ Jäkl 73' | (0 – 2) Jegyzőkönyv | Kovács 7' Korcsmár 8' 40' Mészáros 89' |

| Nádorvárosi Stadion, Győr Nézőszám: 1 000 Játékvezető: Vad II. István (magyar) |

#### Tavaszi fordulók
| 18. forduló 2007. február 26. 18:00 |

| Újpest                                                    | 4 – 2               | Budapest Honvéd                                        |
| --------------------------------------------------------- | ------------------- | ------------------------------------------------------ |
| Zaleh 8' 10' Tisza 48' Kovács 70' Vermes 72' 66' Erős 15' | (1 – 0) Jegyzőkönyv | Ndjodo 69' Smiljanić 90+1' 23' Pomper 27' Benjamin 29' |

| Szusza Ferenc Stadion, Budapest Nézőszám: 3 222 Játékvezető: Iványi Zoltán (magyar) |

| 19. forduló 2007. március 3. 16:00 |

| Újpest | 0 – 0               | Rákospalotai EAC               |
| ------ | ------------------- | ------------------------------ |
|        | (0 – 0) Jegyzőkönyv | Török 5' Makra 44' Nyerges 62' |

| Szusza Ferenc Stadion, Budapest Nézőszám: 3 502 Játékvezető: Arany Tamás (magyar) |

| 20. forduló 2007. március 12. 18:00 |

| Zalaegerszegi TE                           | 2 – 0               | Újpest   |
| ------------------------------------------ | ------------------- | -------- |
| Francišković 48' Waltner 79' Dovičovič 82' | (0 – 0) Jegyzőkönyv | Tóth 12' |

| ZTE Aréna, Zalaegerszeg Nézőszám: 3 500 Játékvezető: Solymosi Péter (magyar) |

| 21. forduló 2007. március 17. 16:00 |

| Újpest               | 1 – 0               | FC Sopron                                               |
| -------------------- | ------------------- | ------------------------------------------------------- |
| Tisza 28' (11-esből) | (1 – 0) Jegyzőkönyv | Dragomir 22' Horváth 28′ Radu 29' Cigan 48' Dancs 90+1' |

| Szusza Ferenc Stadion, Budapest Nézőszám: 3 500 Játékvezető: Vad II. István (magyar) |

| 22. forduló 2007. március 31. 15:00 |

| Pécsi MFC  | 0 – 1               | Újpest                     |
| ---------- | ------------------- | -------------------------- |
| Lantos 60' | (0 – 0) Jegyzőkönyv | Vaskó 71' 52' Kisznyér 18' |

| PMFC Stadion, Pécs Nézőszám: 2 500 Játékvezető: Arany Tamás (magyar) |

| 23. forduló 2007. április 9. 18:00 |

| Újpest                             | 3 – 2               | Paksi FC                                               |
| ---------------------------------- | ------------------- | ------------------------------------------------------ |
| Vaskó 39' 61' Tisza 80' Vermes 70' | (1 – 0) Jegyzőkönyv | Heffler 46' (11-esből) 90+1' (11-esből) 47' Tamási 53' |

| Szusza Ferenc Stadion, Budapest Nézőszám: 3 120 Játékvezető: Andó-Szabó Sándor (magyar) |

| 24. forduló 2007. április 13. 19:00 |

| Vasas       | 1 – 2               | Újpest                |
| ----------- | ------------------- | --------------------- |
| Kincses 54' | (0 – 2) Jegyzőkönyv | Sándor 36' Kovács 37' |

| Illovszky Rudolf Stadion, Budapest Nézőszám: 4 500 Játékvezető: Iványi Zoltán (magyar) |

| 25. forduló 2007. április 21. 18:00 |

| Újpest   | 0 – 0               | Kaposvári Rákóczi                  |
| -------- | ------------------- | ---------------------------------- |
| Erős 77' | (0 – 0) Jegyzőkönyv | Maróti 54' Petrók 86' Zahorecz 86' |

| Szusza Ferenc Stadion, Budapest Nézőszám: 4 324 Játékvezető: Bognár Tamás (magyar) |

| 26. forduló 2007. április 27. 19:00 |

| Dunakanyar-Vác                                             | 3 – 1               | Újpest                                                         |
| ---------------------------------------------------------- | ------------------- | -------------------------------------------------------------- |
| Vén 23' 61' Palásthy 90+2' Bozori 45' Dudás 46' Rusvay 53' | (1 – 1) Jegyzőkönyv | Tisza 41' Sándor 6' Völgyi 9' Böjte 22′ Balajcza 45' Vaskó 60' |

| Ligeti Stadion, Vác Nézőszám: 2 500 Játékvezető: Vad II. István (magyar) |

- A jegyzőkönyvből nem derülnek ki a gólszerzők.

| 27. forduló 2007. május 4. 19:00 |

| Újpest                                                   | 2 – 0               | Debreceni VSC                                    |
| -------------------------------------------------------- | ------------------- | ------------------------------------------------ |
| Sándor 1' 55' Kovács 53' 53' Vaskó 48' Habi 62' Füzi 88' | (1 – 0) Jegyzőkönyv | Komlósi 14′, 73′ Sidibe 29' Kiss 72' Bernáth 79' |

| Szusza Ferenc Stadion, Budapest Nézőszám: 3 421 Játékvezető: Fábián Mihály (magyar) |

| 28. forduló 2007. május 12. 15:00 |

| FC Tatabánya                        | 3 – 2               | Újpest                              |
| ----------------------------------- | ------------------- | ----------------------------------- |
| Filó 50' Megyesi 72' Kouemaha 90+3' | (0 – 1) Jegyzőkönyv | Tisza 26' Kovács 87' 26' Erős 90+3′ |

| Városi Stadion, Tatabánya Nézőszám: 2 000 Játékvezető: Iványi Zoltán (magyar) |

| 29. forduló 2007. május 21. 18:00 |

| Újpest    | 0 – 2               | FC Fehérvár                                |
| --------- | ------------------- | ------------------------------------------ |
| Zaleh 67' | (0 – 1) Jegyzőkönyv | Dajić 45' Vieira 50' Fehér 70' Horváth 75' |

| Szusza Ferenc Stadion, Budapest Nézőszám: 2 323 Játékvezető: Kassai Viktor (magyar) |

| 30. forduló 2007. május 28. 18:00 |

| MTK Budapest                                 | 2 – 0               | Újpest            |
| -------------------------------------------- | ------------------- | ----------------- |
| Horváth 5' 90+1′, 90+3′ Kanta 65' (11-esből) | (1 – 0) Jegyzőkönyv | Erős 90+1′, 90+3′ |

| Hidegkuti Nándor Stadion, Budapest Nézőszám: 800 Játékvezető: Mészáros István (magyar) |

#### A bajnokság végeredménye
| #  | Csapat            | J  | Gy | D  | V  | Rg | Kg | Gk  | P  | Megjegyzés      |
| -- | ----------------- | -- | -- | -- | -- | -- | -- | --- | -- | --------------- |
| 1  | Debreceni VSC     | 30 | 22 | 3  | 5  | 63 | 21 | +42 | 69 | Bajnokok ligája |
| 2  | MTK Budapest      | 30 | 19 | 4  | 7  | 61 | 33 | +28 | 61 | UEFA-kupa       |
| 3  | Zalaegerszegi TE  | 30 | 17 | 4  | 9  | 54 | 38 | +16 | 55 |                 |
| 4  | Újpest            | 30 | 15 | 4  | 11 | 39 | 32 | +7  | 46 | [ 3 ]           |
| 5  | Vasas             | 30 | 13 | 6  | 11 | 43 | 41 | +2  | 45 |                 |
| 6  | FC Fehérvár       | 30 | 13 | 5  | 12 | 45 | 43 | +2  | 44 |                 |
| 7  | Kaposvári Rákóczi | 30 | 12 | 5  | 13 | 40 | 36 | +4  | 41 |                 |
| 8  | Budapest Honvéd   | 30 | 11 | 8  | 11 | 48 | 43 | +5  | 41 | UEFA-kupa       |
| 9  | Diósgyőr          | 30 | 11 | 5  | 14 | 40 | 52 | -12 | 38 |                 |
| 10 | FC Sopron         | 30 | 11 | 4  | 15 | 33 | 46 | -13 | 37 |                 |
| 11 | Paksi FC          | 30 | 10 | 7  | 13 | 34 | 38 | -4  | 37 |                 |
| 12 | FC Tatabánya      | 30 | 11 | 3  | 16 | 46 | 58 | -12 | 36 |                 |
| 13 | Győri ETO         | 30 | 9  | 8  | 13 | 37 | 43 | -6  | 35 |                 |
| 14 | Rákospalotai EAC  | 30 | 9  | 7  | 14 | 42 | 55 | -13 | 34 |                 |
| 15 | Pécsi MFC         | 30 | 7  | 12 | 11 | 31 | 41 | -10 | 33 | Kieső           |
| 16 | Dunakanyar-Vác    | 30 | 4  | 7  | 19 | 21 | 57 | -36 | 19 | Kieső           |

1. ↑  A Bajnokok Ligája selejtezőjének második körébe jut
2. ↑  Az UEFA-kupa selejtezőjének első fordulójába jut
3. ↑  az Újpest FC 3 pont levonást kapott
4. ↑  Az UEFA-kupa selejtezőjének első fordulójába jut (Magyar Kupa győztesként)

#### Eredmények összesítése
Az alábbi táblázatban összesítve szerepelnek az Újpest FC 2006/07-es bajnokságban elért eredményei.
| Ősz/tavasz (forduló)    | Otthon | Otthon | Otthon | Otthon | Otthon | Otthon | Otthon | Idegenben | Idegenben | Idegenben | Idegenben | Idegenben | Idegenben | Idegenben |
| Ősz/tavasz (forduló)    | M      | GY     | D      | V      | LG–KG  | GK     | P      | M         | GY        | D         | V         | LG–KG     | GK        | P         |
| ----------------------- | ------ | ------ | ------ | ------ | ------ | ------ | ------ | --------- | --------- | --------- | --------- | --------- | --------- | --------- |
| Őszi szezon (1–15.)     | 8      | 5      | 0      | 3      | 10–7   | +3     | 15     | 9         | 4         | 2         | 3         | 13–8      | +5        | 14        |
| Tavaszi szezon (16–30.) | 7      | 4      | 2      | 1      | 10–6   | +4     | 14     | 6         | 2         | 0         | 4         | 6–11      | –5        | 6         |
| Összesen (1–30.)        | 15     | 9      | 2      | 4      | 20–13  | +7     | 29     | 15        | 6         | 2         | 7         | 19–19     | 0         | 20        |

- A csapattól 3 pontot levontak.

#### Helyezések fordulónként
| Forduló  | 1  | 2  | 3 | 4  | 5 | 6  | 7  | 8 | 9  | 10 | 11 | 12 | 13 | 14 | 15 | 16 | 17 | 18 | 19 | 20 | 21 | 22 | 23 | 24 | 25 | 26 | 27 | 28 | 29 | 30 |
| -------- | -- | -- | - | -- | - | -- | -- | - | -- | -- | -- | -- | -- | -- | -- | -- | -- | -- | -- | -- | -- | -- | -- | -- | -- | -- | -- | -- | -- | -- |
| Helyszín | I  | O  | I | I  | O | I  | O  | I | O  | I  | O  | I  | O  | I  | O  | O  | I  | O  | O  | I  | O  | I  | O  | I  | O  | I  | O  | I  | O  | I  |
| Eredmény | V  | GY | D | GY | V | GY | GY | D | GY | V  | GY | GY | GY | V  | V  | V  | GY | GY | D  | V  | GY | GY | GY | GY | D  | V  | GY | V  | V  | V  |
| Helyezés | 12 | 8  | 6 | 5  | 7 | 5  | 5  | 5 | 4  | 4  | 4  | 3  | 3  | 4  | 4  | 4  | 4  | 4  | 4  | 4  | 4  | 4  | 3  | 3  | 4  | 3  | 4  | 4  | 4  | 4  |

Helyszín: O = Otthon; I = Idegenben. Eredmény: GY = Győzelem; D = Döntetlen; V = Vereség.

### Magyar kupa
4. forduló
| 2006. október 19. 13:30 |

| Putnok VSE | 0 – 3       | Újpest                                  |
| ---------- | ----------- | --------------------------------------- |
| Füleki 40' | Jegyzőkönyv | Kovács Vaskó Erős 51′, 57′ Korcsmár 89' |

|  |

Nyolcaddöntő
| 2006. november 21. 16:30 |

| Lombard Pápa                    | 0 – 2       | Újpest              |
| ------------------------------- | ----------- | ------------------- |
| Lászka 26' Manoel 45' Szabó 88' | Jegyzőkönyv | Tóth Nagy Vaskó 17' |

| Perutz Stadion, Pápa |

| 2006. november 29. 18:00 |

| Újpest                                       | 4 – 2       | Lombard Pápa |
| -------------------------------------------- | ----------- | ------------ |
| Kovács Tisza Cariati Korcsmár 26' Sándor 35' | Jegyzőkönyv | Varga 55'    |

| Szusza Ferenc Stadion, Budapest |

Negyeddöntő
| 2007. március 21. 18:00 |

| Újpest | 0 – 0               | Debreceni VSC |
| ------ | ------------------- | ------------- |
|        | (0 – 0) Jegyzőkönyv |               |

| Szusza Ferenc Stadion, Budapest Nézőszám: 4 000 Játékvezető: Gergely Sándor (magyar) |

| 2007. április 3. 18:00 |

| Debreceni VSC                                                           | 3 – 1               | Újpest                                      |
| ----------------------------------------------------------------------- | ------------------- | ------------------------------------------- |
| Kiss 13' Zsolnai 67' Dzsudzsák 81' Bernáth 15' Komlósi 83' Vukmir 90+2' | (1 – 1) Jegyzőkönyv | Tisza 36' Zaleh 21′, 59′ Vaskó 45' Erős 90' |

| Oláh Gábor utca, Debrecen Nézőszám: 8 000 Játékvezető: Szabó Zsolt (magyar) |